# Epitola ouesso
Epitola ouesso är en fjärilsart som beskrevs av Jackson 1962. Epitola ouesso ingår i släktet Epitola och familjen juvelvingar. Inga underarter finns listade i Catalogue of Life.